# Wessexi Szent Richárd
Wessexi Szent Richárd (angolul: Saint Richard of Wessex) vagy Zarándok Szent Richárd (angolul: Saint Richard the Pilgrim), (? – Lucca, 722) szentként tisztelt kora középkori angol zarándok.
Egyesek szerint angolszász király volt eredetileg, az viszont bizonyos, hogy az ő gyermeke volt Szent Willibald, Szent Wunibald és Szent Valburga. (Egyesek Ine wessexi királlyal azonosítják személyét.)
Fiaival 722-ben Róma városába akart zarándokolni, de útközben Luccában elhunyt. A római katolikus egyház szentként tiszteli, és február 7-én üli emléknapját.